# John Shea (attore)
John Victor Shea III (North Conway, 14 aprile 1949) è un attore statunitense, vincitore degli Emmy Award, famoso soprattutto per aver interpretato Lex Luthor nel telefilm Lois & Clark - Le nuove avventure di Superman e Harold Waldorf nel telefilm Gossip Girl.

## Filmografia

### Cinema
- Hussy, regia di Matthew Chapman (1980)
- Missing - Scomparso (Missing), regia di Costa-Gavras (1982)
- Windy City, regia di Armyan Bernstein (1984)
- Appuntamento con la morte (Lune de miel), regia di Patrick Jamain (1985)
- Angel River, regia di Sergio Olhovich (1986)
- Terra di conquista (Ha-Holmim), regia di Uri Barbash (1987)
- Gandahar, regia di René Laloux (1988)
- Cambiar vita (A New Life), regia di Alan Alda (1988)
- Il sentiero dei ricordi (Stealing Home), regia di Steven Kampmann e William Porter (1988)
- Freejack - In fuga nel futuro (Freejack), regia di Geoff Murphy (1992)
- Tesoro, mi si è allargato il ragazzino (Honey I Blew Up the Kid), regia di Randal Kleiser (1992)
- Giustizia clandestina (Backstreet Justice), regia di Chris McIntyre (1994)
- Nowhere to Go, regia di John Caire (1998)
- Southie, regia di John Shea (1998)
- Getting Personal, regia di Ron Burrus (1998)
- The Adventures of Sebastian Cole, regia di Tod Williams (1998)
- Catalina Trust, regia di Will Conroy (1999)
- The Empath, regia di David Lowell Sonkin (2002)
- Heartbreak Hospital, regia di Ruedi Gerber (2002)
- Godless., regia di Gary Graham - cortometraggio (2005)
- Pitch, regia di Ian Gelfand - cortometraggio (2006)
- A Broken Sole, regia di Antony Marsellis - cortometraggio (2006)
- The Insurgents, regia di Scott Dacko (2006)
- Framed, regia di Jon Kirby (2008)
- Achchamundu! Achchamundu!, regia di Arun Vaidyanathan (2009)
- I numeri dell'amore (An Invisible Sign), regia di Marilyn Agrelo (2010)
- Julius Caesar, regia di Patrick J. Donnelly (2010)
- 51, regia di Jason Connery (2011)
- The Italian Key, regia di Rosa Karo (2011)
- The Trouble with the Truth, regia di Jim Hemphill (2011)
- Anatomy of the Tide, regia di Joel Strunk (2012)
- Campus Killer, regia di John Stimpson (2012)
- Orchard House, regia di John Stimpson (2012)

### Televisione
- La famiglia Bradford (Eight Is Enough) - serie TV, episodio 2x03 (1977)
- Barnaby Jones - serie TV, episodio 6x06 (1977)
- L'uomo di Atlantide (Man from Atlantis) - serie TV, episodio 1x12 (1977)
- The Rock Rainbow, regia di Robert Scheerer - film TV (1978)
- Nel silenzio della notte (The Nativity), regia di Bernard L. Kowalski - film TV (1978)
- The Last Convertible - miniserie TV (1979)
- Family Reunion, regia di Fielder Cook - film TV (1981)
- Kennedy - miniserie TV (1983)
- The Dining Room, regia di Allan A. Goldstein - film TV (1984)
- Hitler's S.S.: Portrait in Evil, regia di Jim Goddard - film TV (1985)
- Alfred Hitchcock presenta (Alfred Hitchcock Presents) - serie TV, episodio 1x07 (1985)
- A Case of Deadly Force, regia di Michael Miller - film TV (1986)
- Screen Two - serie TV, episodio 3x01 (1987)
- I viaggiatori delle tenebre (The Hitchhiker) - serie TV, episodio 4x02 (1987)
- The Impossible Spy, regia di Jim Goddard - film TV (1987)
- Baby M, regia di James Steven Sadwith - film TV (1988)
- Magic Moments, regia di Lawrence Gordon Clark - film TV (1989)
- Do You Know the Muffin Man?, regia di Gilbert Cates - film TV (1989)
- Small Sacrifices, regia di David Greene - film TV (1989)
- Linea diretta (WIOU) - serie TV, 14 episodi (1990-1991)
- Notorious, regia di Colin Bucksey - film TV (1992)
- Il prezzo di un amore (Ladykiller), regia di Michael Scott - film TV (1992)
- Lincoln, regia di Peter W. Kunhardt - film TV (1992)
- I racconti della cripta (Tales from the Crypt) - serie TV, episodio 5x02 (1993)
- Justice in a Small Town, regia di Jan Egleson - film TV (1994)
- Leslie's Folly, regia di Kathleen Turner - film TV (1994)
- Risveglio nell'incubo (See Jane Run), regia di John Patterson - film TV (1995)
- Almost Perfect - serie TV, episodio 1x07 (1995)
- Forgotten Sins, regia di Dick Lowry - film TV (1996)
- A Weekend in the Country, regia di Martin Bergman - film TV (1996)
- Operazione Apocalisse (The Apocalypse Watch), regia di Kevin Connor - film TV (1997)
- Lois & Clark - Le nuove avventure di Superman (Lois & Clark: The New Adventures of Superman) - serie TV, 25 episodi (1993-1997)
- Lo specchio del destino (A Will of Their Own) - serie TV, episodio 1x01 (1998)
- Sex and the City – serie TV, episodio 2x11 (1999)
- Così è la vita (That's Life) - serie TV, episodio 1x18 (2001)
- Mutant X - serie TV, 50 episodi (2001-2004)
- Medium - serie TV, episodio 2x09 (2005)
- Law & Order - I due volti della giustizia (Law & Order) - serie TV, episodi 14x04-18x11 (2003-2008)
- Law & Order: Criminal Intent - serie TV, episodi 4x18-7x19 (2005-2008)
- Eleventh Hour - serie TV, episodio 1x17 (2009)
- Gossip Girl - serie TV, 6 episodi (2007-2012)
- Common Law - serie TV, episodio 1x01 (2012)
- Blue Bloods - serie TV, episodio 12x19 (2022)

## Doppiatori italiani
Nelle versioni in italiano delle opere in cui ha recitato, John Shea è stato doppiato da:
- Massimo Giuliani in La famiglia Bradford, Missing - Scomparso, Alfred Hitchcock presenta
- Francesco Prando in Mutant X, Gossip Girl, The Good Wife
- Angelo Maggi in Giustizia clandestina
- Tonino Accolla in Kennedy
- Luciano Roffi in Elementary
- Elio Marconato in Lois & Clark - Le nuove avventure di Superman
- Oreste Rizzini in Lois & Clark - Le nuove avventure di Superman (ep. 2x13)
- Roberto Pedicini in Lois & Clark - Le nuove avventure di Superman (ep. 3x16-3x17)
- Francesco Pannofino in Cambiar vita
- Massimo Rinaldi in Risveglio nell'incubo
- Stefano Mondini ne Il sentiero dei ricordi
- Claudio Moneta in Law & Order: Criminal Intent (ep. 4x18)
- Oliviero Corbetta in Law & Order: Criminal Intent (ep. 7x19)
- Franco Mannella in Agent X
- Raffaele Palmieri ne Il Natale delle sorelle March
- Marco Mete in Tesoro, mi si è allargato il ragazzino
- Mauro Gravina in Bones
- Paolo Maria Scalondro in Blue Bloods
- Riccardo Niseem Onorato in Missing - Scomparso (ridoppiaggio)